# Nano-ITX
Nano-ITX – format miniaturowej płyty głównej o wymiarach 120 x 120 mm, zaprojektowany przez VIA Technologies w 2003 roku i wprowadzony na rynek w 2005 r. Dwa lata później VIA zaprojektowała jeszcze mniejszy format płyty głównej o nazwie Pico-ITX i wymiarach 100 x 72 mm.

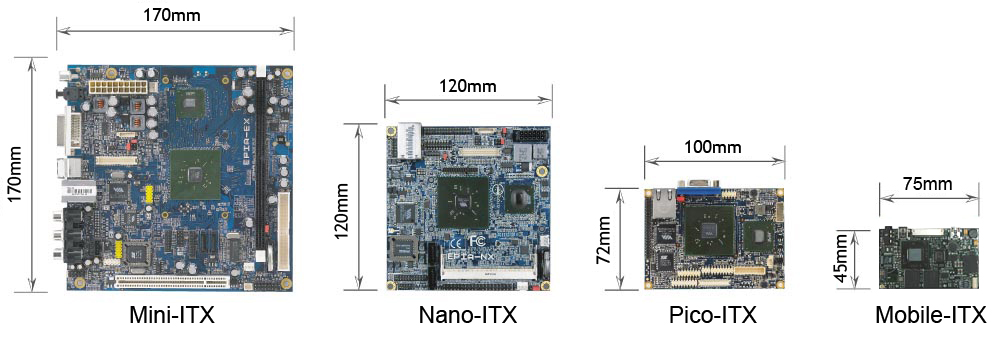
Rozmiary płyt ITX